# Michael Despeghel

Michael Despeghel

Michael Despeghel (* 31. Januar 1960) ist ein deutscher Autor und Sportwissenschaftler. Er verfasst Werke zu den Bereichen Gesundheit, Lebensstil und Ernährung.
Despeghel ist Lehrbeauftragter für Gesundheitsverhalten am Institut für Sportwissenschaft der Universität Gießen.

## Publikationen
- Mit Jean Pütz und Darius Alamouti: Anti-Aging, das individuelle Programm für Frauen und Männer. vgs, Köln 2001
- Mit Bernd Neumann: Fit for Fun. Jung bleiben! Von Anti-Aging-Food bis Zen-Meditation. Südwest, München 2003
- Fett weg für faule Säcke – Abnehmen mit dem Orgien-Prinzip, vgs, Köln 2004
- Ran an den Speck – Das Praxisbuch für faule Säcke. vgs, Köln 2004
- Lust auf Leistung. Haufe, Freiburg 2005
- Mit Kordula Werner: Weg mit den Kilos! Das 6-Wochen-Programm für Kinder und ihre Eltern. vgs, Köln 2005
- Mit Marco von Münchhausen: Abnehmen mit dem inneren Schweinehund. Gräfe & Unzer, München 2006
- Die Feierabend-Diät. Gräfe & Unzer, München 2006
- Mit Armin Heufelder: Ran an den Bauch. Gräfe & Unzer, München 2006
- Mit Thomas Kreuzig: Nur für Männer! vgs, Köln 2006
- Das biologische Alter – unsere Chance auf ein längeres und besseres Leben.
- Mühelos fit und gesund mit dem Life-Code – Das Modell für einen typgerechten Lebensstil. Campus, 2007
- Wie alt sind Sie wirklich – Das Test- und Trainingsprogramm für Fitness im Job Haufe, 2007